# Žirovnice
Žirovnice (tyska: Serowitz) är en stad i Tjeckien. Den ligger i regionen Vysočina, i den centrala delen av landet, 110 km sydost om huvudstaden Prag. Žirovnice ligger 564 meter över havet och antalet invånare är 2 942 (2016).
Terrängen runt Žirovnice är lite kuperad. Runt Žirovnice är det ganska tätbefolkat, med 54 invånare per kvadratkilometer. Närmaste större samhälle är Jindřichův Hradec, 18,1 km sydväst om Žirovnice. Omgivningarna runt Žirovnice är en mosaik av jordbruksmark och naturlig växtlighet.